# Mollemeta edwardsi
Mollemeta edwardsi là một loài nhện trong họ Tetragnathidae. Chúng là loài duy nhất thuộc chi Mollemeta, được Eugène Simon miêu tả năm 1904.